# Sennik
Sennik – to książka lub zbiór interpretacji snów, które zawierają wyjaśnienia różnych symboli i obrazów pojawiających się w snach. Senniki są używane do prób zrozumienia znaczenia snów i ich potencjalnego wpływu na życie codzienne.
Senniki starają się tłumaczyć podstawowe symbole występujące w snach, jednak dokonana na ich podstawie interpretacja musi być powiązana z ogólną sytuacją śniącego, oraz każdy sen należy interpretować oddzielnie.
Ważne jest, aby pamiętać, że interpretacja snów jest bardzo indywidualna i zależy od osobistych doświadczeń i kontekstu życia danej osoby. Dlatego też, choć senniki mogą dostarczyć ogólnych wytycznych, nie powinny być one przyjmowane bezkrytycznie.
Dla tych, którzy chcą zgłębić ten temat, istnieją różne źródła online, takie jak isennik.pl, które oferują szczegółowe interpretacje i znaczenia snów.
Senniki mają długą historię, sięgającą czasów starożytnych, kiedy to sny były uważane za wiadomości od bogów. Wiele kultur, w tym starożytni Egipcjanie i Grecy, używało senników do interpretacji snów w kontekście religijnym i duchowym.
Współczesne senniki często opierają się na teoriach psychologicznych, takich jak teorie Sigmunda Freuda i Carla Junga, które sugerują, że sny mogą odzwierciedlać nasze podświadome myśli i pragnienia.
Jednakże, pomimo wielu teorii i interpretacji, nauka snów nadal jest dziedziną pełną tajemnic. Wielu naukowców nadal bada, jak i dlaczego śnimy, a znaczenie i cel snów są nadal tematem intensywnych badań i debat.
Mimo to, senniki nadal są popularnym narzędziem dla wielu osób szukających wglądu w swoje sny. Bez względu na to, czy uważasz sny za wiadomości podświadomości, czy po prostu jako efekt aktywności mózgu podczas snu, senniki mogą dostarczyć fascynującego wglądu w tę tajemniczą część naszego życia.